# Finales de la Liga de Naciones Concacaf 2023-24
Las Finales de la Liga de Naciones de Concacaf 2023-24 fueron la fase final de la edición 2023-24 de la Liga de Naciones Concacaf, la tercera temporada de la competencia internacional de fútbol que involucró a los equipos nacionales masculinos de las asociaciones miembros de Concacaf.
Esta última fase estuvo compuesta por los cuatro ganadores de los cuartos de final de la Liga A, quienes jugaron semifinales, un partido por el tercer puesto y un partido final para determinar el campeón de la competencia. El campeonato se llevó a cabo en una única sede.

## Formato
Las finales se jugaron con un sistema de eliminación directa a partido único, siendo las semifinales el 21 de marzo, y el partido por el tercer lugar y la final el día 24 del mismo mes. Para las semifinales y la final, en caso de que el partido terminase empatado al final del tiempo reglamentario, se procedería al tiempo suplementario con dos tiempos de 15 minutos cada uno. Si al término de los tiempos extra, persistía la igualdad, se procedería a la tanda de penaltis para determinar al ganador del cotejo.
En el caso del partido por el tercer puesto, en caso de empate al final de los 90 minutos reglamentarios, se iba directamente a la definición por penaltis para determinar al ganador sin jugarse el tiempo suplementario.
Cada nación debía proporcionar una convocatoria final compuesta de 23 jugadores, de los cuales tres debían ser porteros. Cada lista debía ser entregada 10 días antes del primer partido de este evento. Si un jugador dentro de la convocatoria sufría una lesión grave o debía retirarse por cuestiones médicas, podía ser reemplazado por otro jugador antes del primer partido de su equipo, siempre con aprobación de la Concacaf.

## Sede
Las Finales de la Liga de Naciones de la Concacaf se celebraron de nueva cuenta en Estados Unidos, más precisamente en Texas. El 13 de noviembre de 2023, se oficializó como sede de este evento al AT&T Stadium, recinto deportivo multiusos; casa de los Dallas Cowboys de la NFL y varias veces sede de la Copa de Oro de la Concacaf, y localizado en Arlington, dentro del área metropolitana de Dallas-Fort Worth.

## Equipos participantes
Los cuatro ganadores de los cuartos de final de la Liga A se clasificaron según sus resultados para determinar los enfrentamientos en semifinales.
| Ganador | País           | Fecha de calificación   | Clasificación general de la Liga A | PJ | PG | PE | PP | GF | GC | DG | Pts |
| ------- | -------------- | ----------------------- | ---------------------------------- | -- | -- | -- | -- | -- | -- | -- | --- |
| Llave 1 | Panamá         | 20 de noviembre de 2023 | 1.º                                | 2  | 2  | 0  | 0  | 6  | 1  | 5  | 6   |
| Llave 3 | Estados Unidos | 20 de noviembre de 2023 | 2.º                                | 2  | 1  | 0  | 1  | 4  | 2  | 2  | 3   |
| Llave 2 | Jamaica        | 21 de noviembre de 2023 | 3.º                                | 2  | 1  | 0  | 1  | 4  | 4  | 0  | 3   |
| Llave 4 | México         | 21 de noviembre de 2023 | 4.º                                | 2  | 1  | 0  | 1  | 2  | 2  | 0  | 3   |

## Fase final
Las semifinales del torneo se jugaron de acuerdo a la clasificación general de los Cuartos de final (1.º vs. 4.º y 2.º vs. 3.º) seguidos por el partido por el tercer lugar y la final. 

### Cuadro de desarrollo
|  | Semifinales | Semifinales            | Semifinales |                |   | Final        | Final        | Final        |  |
|  |             |                        |             |                |   |              |              |              |  |
|  |             |                        |             |                |   |              |              |              |  |
|  | 2           | Estados Unidos (t. s.) | 3           |                |   |              |              |              |  |
|  | 2           | Estados Unidos (t. s.) | 3           |                |   |              |              |              |  |
|  | 3           | Jamaica                | 1           |                |   |              |              |              |  |
|  | 3           | Jamaica                | 1           |                | 4 | México       | 0            |              |  |
|  |             |                        |             |                | 4 | México       | 0            |              |  |
|  |             |                        | 2           | Estados Unidos | 2 |              |              |              |  |
|  | 1           | Panamá                 | 2           | Estados Unidos | 2 | 0            |              |              |  |
|  | 1           | Panamá                 |             |                |   | 0            |              |              |  |
|  | 4           | México                 | 3           |                |   | Tercer lugar | Tercer lugar | Tercer lugar |  |
|  | 4           | México                 | 3           |                |   | Tercer lugar | Tercer lugar | Tercer lugar |  |
|  |             |                        |             |                |   |              |              |              |  |
|  |             |                        |             |                |   | 1            | Panamá       | 0            |  |
|  |             |                        |             |                |   | 1            | Panamá       | 0            |  |
|  |             |                        |             |                |   | 3            | Jamaica      | 1            |  |
|  |             |                        |             |                |   | 3            | Jamaica      | 1            |  |
|  |             |                        |             |                |   |              |              |              |  |

- Los horarios corresponden a la hora local CST (UTC-5).

### Semifinales
| 21 de marzo de 2024 | Estados Unidos                        | 3:1 (0:1; 1:1) (t. s.) | Jamaica  | AT&T Stadium, Arlington                                  |                                                          |
| 18:00               | Burke 90+6' (a.g.) · Wright 96', 109' | Reporte                | Leigh 1' | Asistencia: 40 926 espectadores Árbitro(s): Selvin Brown | Asistencia: 40 926 espectadores Árbitro(s): Selvin Brown |

| 21 de marzo de 2024 | Panamá | 0:3 (0:2) | México                                  | AT&T Stadium, Arlington                                  |                                                          |
| 21:15               |        | Reporte   | Álvarez 40' · Quiñones 43' · Pineda 67' | Asistencia: 40 926 espectadores Árbitro(s): Walter López | Asistencia: 40 926 espectadores Árbitro(s): Walter López |

### Tercer lugar
| 24 de marzo de 2024 | Panamá | 0:1 (0:1) | Jamaica       | AT&T Stadium, Arlington |                        |
| 17:00               |        | Reporte   | Lembikisa 42' | Árbitro(s): Tori Penso  | Árbitro(s): Tori Penso |

### Final
| 24 de marzo de 2024 | México | 0:2 (0:1) | Estados Unidos        | AT&T Stadium, Arlington  |                          |
| 20:15               |        | Reporte   | Adams 45' · Reyna 63' | Árbitro(s): Drew Fischer | Árbitro(s): Drew Fischer |

| 13    | POR   | Guillermo Ochoa |       |
| 19    | DEF   | Jorge Sánchez   |       |
| 3     | DEF   | César Montes    |       |
| 5     | DEF   | Johan Vásquez   |       |
| 23    | DEF   | Jesús Gallardo  | 90+2' |
| 14    | MED   | Érick Sánchez   | 65'   |
| 4     | MED   | Edson Álvarez   |       |
| 18    | MED   | Luis Chávez     | 80'   |
| 15    | DEL   | Uriel Antuna    | 65'   |
| 20    | DEL   | Henry Martín    |       |
| 22    | DEL   | Hirving Lozano  |       |
| D. T. | D. T. | Jaime Lozano    |       |

| 1     | POR   | Matt Turner       |       |
| 2     | DEF   | Sergiño Dest      |       |
| 3     | DEF   | Chris Richards    |       |
| 13    | DEF   | Tim Ream          |       |
| 5     | DEF   | Antonee Robinson  |       |
| 8     | MED   | Weston McKennie   |       |
| 4     | MED   | Tyler Adams       | 46'   |
| 7     | MED   | Giovanni Reyna    | 79'   |
| 21    | DEL   | Timothy Weah      | 90+2' |
| 14    | DEL   | Haji Wright       | 66'   |
| 10    | DEL   | Christian Pulisic | 90+2' |
| D. T. | D. T. | Gregg Berhalter   |       |

| 17 | Centrocampista | Orbelín Pineda   | 65'   |
| 11 | Delantero      | Santiago Giménez | 65'   |
| 7  | Centrocampista | Luis Romo        | 80'   |
| 6  | Defensa        | Gerardo Arteaga  | 90+2' |

| 15 | Centrocampista | Johnny Cardoso   | 46'   |
| 20 | Delantero      | Folarin Balogun  | 66'   |
| 6  | Centrocampista | Yunus Musah      | 79'   |
| 11 | Centrocampista | Brenden Aaronson | 90+2' |
| 17 | Delantero      | Malik Tillman    | 90+2' |

| 45' · 63' | Tyler Adams Giovanni Reyna | 0:1 0:2 |

| 55' · 58' · 63' · 74' | Johan Vásquez Edson Álvarez Uriel Antuna Santiago Giménez |

| 27' | Weston McKennie |

| Principal  | Drew Fischer     |
| Asistentes | Michael Barwegen |
|            | Lyes Arfa        |
| Cuarto     | Mario Escobar    |

| VAR            | Tatiana Guzmán   |
| Asistentes VAR | Daneon Parchment |

|  |                    |     |     |
|  | Tiros              | 8   | 8   |
|  | Tiros a puerta     | 4   | 7   |
|  | Faltas             | 14  | 13  |
|  | Saques de esquina  | 4   | 7   |
|  | Fueras de juego    | 3   | 4   |
|  | Posesión del balón | 47% | 53% |

| 13    | POR   | Guillermo Ochoa |       |
| 19    | DEF   | Jorge Sánchez   |       |
| 3     | DEF   | César Montes    |       |
| 5     | DEF   | Johan Vásquez   |       |
| 23    | DEF   | Jesús Gallardo  | 90+2' |
| 14    | MED   | Érick Sánchez   | 65'   |
| 4     | MED   | Edson Álvarez   |       |
| 18    | MED   | Luis Chávez     | 80'   |
| 15    | DEL   | Uriel Antuna    | 65'   |
| 20    | DEL   | Henry Martín    |       |
| 22    | DEL   | Hirving Lozano  |       |
| D. T. | D. T. | Jaime Lozano    |       |

| 1     | POR   | Matt Turner       |       |
| 2     | DEF   | Sergiño Dest      |       |
| 3     | DEF   | Chris Richards    |       |
| 13    | DEF   | Tim Ream          |       |
| 5     | DEF   | Antonee Robinson  |       |
| 8     | MED   | Weston McKennie   |       |
| 4     | MED   | Tyler Adams       | 46'   |
| 7     | MED   | Giovanni Reyna    | 79'   |
| 21    | DEL   | Timothy Weah      | 90+2' |
| 14    | DEL   | Haji Wright       | 66'   |
| 10    | DEL   | Christian Pulisic | 90+2' |
| D. T. | D. T. | Gregg Berhalter   |       |

| 17 | Centrocampista | Orbelín Pineda   | 65'   |
| 11 | Delantero      | Santiago Giménez | 65'   |
| 7  | Centrocampista | Luis Romo        | 80'   |
| 6  | Defensa        | Gerardo Arteaga  | 90+2' |

| 15 | Centrocampista | Johnny Cardoso   | 46'   |
| 20 | Delantero      | Folarin Balogun  | 66'   |
| 6  | Centrocampista | Yunus Musah      | 79'   |
| 11 | Centrocampista | Brenden Aaronson | 90+2' |
| 17 | Delantero      | Malik Tillman    | 90+2' |

| 45' · 63' | Tyler Adams Giovanni Reyna | 0:1 0:2 |

| 55' · 58' · 63' · 74' | Johan Vásquez Edson Álvarez Uriel Antuna Santiago Giménez |

| 27' | Weston McKennie |

| Principal  | Drew Fischer     |
| Asistentes | Michael Barwegen |
|            | Lyes Arfa        |
| Cuarto     | Mario Escobar    |

| VAR            | Tatiana Guzmán   |
| Asistentes VAR | Daneon Parchment |

|  |                    |     |     |
|  | Tiros              | 8   | 8   |
|  | Tiros a puerta     | 4   | 7   |
|  | Faltas             | 14  | 13  |
|  | Saques de esquina  | 4   | 7   |
|  | Fueras de juego    | 3   | 4   |
|  | Posesión del balón | 47% | 53% |

| 13    | POR   | Guillermo Ochoa |       |
| 19    | DEF   | Jorge Sánchez   |       |
| 3     | DEF   | César Montes    |       |
| 5     | DEF   | Johan Vásquez   |       |
| 23    | DEF   | Jesús Gallardo  | 90+2' |
| 14    | MED   | Érick Sánchez   | 65'   |
| 4     | MED   | Edson Álvarez   |       |
| 18    | MED   | Luis Chávez     | 80'   |
| 15    | DEL   | Uriel Antuna    | 65'   |
| 20    | DEL   | Henry Martín    |       |
| 22    | DEL   | Hirving Lozano  |       |
| D. T. | D. T. | Jaime Lozano    |       |

| 1     | POR   | Matt Turner       |       |
| 2     | DEF   | Sergiño Dest      |       |
| 3     | DEF   | Chris Richards    |       |
| 13    | DEF   | Tim Ream          |       |
| 5     | DEF   | Antonee Robinson  |       |
| 8     | MED   | Weston McKennie   |       |
| 4     | MED   | Tyler Adams       | 46'   |
| 7     | MED   | Giovanni Reyna    | 79'   |
| 21    | DEL   | Timothy Weah      | 90+2' |
| 14    | DEL   | Haji Wright       | 66'   |
| 10    | DEL   | Christian Pulisic | 90+2' |
| D. T. | D. T. | Gregg Berhalter   |       |

| 17 | Centrocampista | Orbelín Pineda   | 65'   |
| 11 | Delantero      | Santiago Giménez | 65'   |
| 7  | Centrocampista | Luis Romo        | 80'   |
| 6  | Defensa        | Gerardo Arteaga  | 90+2' |

| 15 | Centrocampista | Johnny Cardoso   | 46'   |
| 20 | Delantero      | Folarin Balogun  | 66'   |
| 6  | Centrocampista | Yunus Musah      | 79'   |
| 11 | Centrocampista | Brenden Aaronson | 90+2' |
| 17 | Delantero      | Malik Tillman    | 90+2' |

| 45' · 63' | Tyler Adams Giovanni Reyna | 0:1 0:2 |

| 55' · 58' · 63' · 74' | Johan Vásquez Edson Álvarez Uriel Antuna Santiago Giménez |

| 27' | Weston McKennie |

| Principal  | Drew Fischer     |
| Asistentes | Michael Barwegen |
|            | Lyes Arfa        |
| Cuarto     | Mario Escobar    |

| VAR            | Tatiana Guzmán   |
| Asistentes VAR | Daneon Parchment |

|  |                    |     |     |
|  | Tiros              | 8   | 8   |
|  | Tiros a puerta     | 4   | 7   |
|  | Faltas             | 14  | 13  |
|  | Saques de esquina  | 4   | 7   |
|  | Fueras de juego    | 3   | 4   |
|  | Posesión del balón | 47% | 53% |

| 13    | POR   | Guillermo Ochoa |       |
| 19    | DEF   | Jorge Sánchez   |       |
| 3     | DEF   | César Montes    |       |
| 5     | DEF   | Johan Vásquez   |       |
| 23    | DEF   | Jesús Gallardo  | 90+2' |
| 14    | MED   | Érick Sánchez   | 65'   |
| 4     | MED   | Edson Álvarez   |       |
| 18    | MED   | Luis Chávez     | 80'   |
| 15    | DEL   | Uriel Antuna    | 65'   |
| 20    | DEL   | Henry Martín    |       |
| 22    | DEL   | Hirving Lozano  |       |
| D. T. | D. T. | Jaime Lozano    |       |

| 1     | POR   | Matt Turner       |       |
| 2     | DEF   | Sergiño Dest      |       |
| 3     | DEF   | Chris Richards    |       |
| 13    | DEF   | Tim Ream          |       |
| 5     | DEF   | Antonee Robinson  |       |
| 8     | MED   | Weston McKennie   |       |
| 4     | MED   | Tyler Adams       | 46'   |
| 7     | MED   | Giovanni Reyna    | 79'   |
| 21    | DEL   | Timothy Weah      | 90+2' |
| 14    | DEL   | Haji Wright       | 66'   |
| 10    | DEL   | Christian Pulisic | 90+2' |
| D. T. | D. T. | Gregg Berhalter   |       |

| 17 | Centrocampista | Orbelín Pineda   | 65'   |
| 11 | Delantero      | Santiago Giménez | 65'   |
| 7  | Centrocampista | Luis Romo        | 80'   |
| 6  | Defensa        | Gerardo Arteaga  | 90+2' |

| 15 | Centrocampista | Johnny Cardoso   | 46'   |
| 20 | Delantero      | Folarin Balogun  | 66'   |
| 6  | Centrocampista | Yunus Musah      | 79'   |
| 11 | Centrocampista | Brenden Aaronson | 90+2' |
| 17 | Delantero      | Malik Tillman    | 90+2' |

| 45' · 63' | Tyler Adams Giovanni Reyna | 0:1 0:2 |

| 55' · 58' · 63' · 74' | Johan Vásquez Edson Álvarez Uriel Antuna Santiago Giménez |

| 27' | Weston McKennie |

| Principal  | Drew Fischer     |
| Asistentes | Michael Barwegen |
|            | Lyes Arfa        |
| Cuarto     | Mario Escobar    |

| VAR            | Tatiana Guzmán   |
| Asistentes VAR | Daneon Parchment |

|  |                    |     |     |
|  | Tiros              | 8   | 8   |
|  | Tiros a puerta     | 4   | 7   |
|  | Faltas             | 14  | 13  |
|  | Saques de esquina  | 4   | 7   |
|  | Fueras de juego    | 3   | 4   |
|  | Posesión del balón | 47% | 53% |

|                                    |
| Bandera de Estados Unidos          |
| Campeón Estados Unidos 3.er título |